# Polisolfuro di sodio
Il polisolfuro di sodio è un termine generale per i sali con la formula Na2Sx, dove x ha un valore da 2 a 5. Le specie Sx2−, chiamate anioni polisolfuro, includono il disolfuro (S22−), il trisolfuro (S32−), il tetrasolfuro (S42−) e il pentasolfuro (S52-). In linea di principio, ma non in pratica, le lunghezze delle catene potrebbero essere maggiori. I sali sono solidi rosso scuro che si dissolvono in acqua per dare soluzioni altamente alcaline e corrosive. Nell'aria, questi sali si ossidano e sviluppano acido solfidrico per idrolisi.

## Struttura
Gli anioni polisolfuro formano catene con distanze di legame S---S di circa 2 Å di lunghezza. Le catene adottano conformazioni oblique. Allo stato solido, questi sali sono solidi densi con forte associazione dei cationi di sodio con i terminali anionici delle catene.

S_{4}^{2−} dalla struttura cristallina, dove è evidente la conformazione obliqua.

S_{5}^{2−} dalla struttura cristallina, dove è evidente la conformazione obliqua.

## Produzione e presenza in natura
Il polisolfuro di sodio può essere prodotto sciogliendo lo zolfo in una soluzione di solfuro di sodio. In alternativa sono prodotti dalla reazione redox dell'idrossido di sodio acquoso con lo zolfo a temperature elevate Infine derivano dalla riduzione dello zolfo elementare con il sodio, reazione spesso condotta in ammoniaca anidra.
Questi sali sono utilizzati nella produzione di polimeri di polisolfuro, come fungicida chimico, come annerente sui gioielli in rame, come componente in una batteria al bromuro di polisolfuro, come toner in una soluzione fotochimica e nell'industria conciaria per rimuovere i peli dal pellame.

## Reazioni
Come sfruttato nella batteria sodio-zolfo, i polisolfuri assorbono e rilasciano equivalenti riducenti rompendo e creando legami S-S, rispettivamente. Viene mostrata una reazione idealizzata per il tetrasolfuro di sodio:
{\displaystyle {\ce {Na2S4\ +\ 2Na\leftrightarrows 2Na2S2}}}
L'alchilazione fornisce polisolfuri organici secondo la seguente equazione idealizzata:
{\displaystyle {\ce {Na2S4\ +\ 2RX->2NaX\ +\ R2S4}}}
L'alchilazione con un dialogenuro organico dà polimeri chiamati tiocoli.
La protonazione di questi sali dà idrogeno solforato e zolfo elementare, come illustrato dalla reazione del pentasolfuro di sodio:
{\displaystyle {\ce {Na2S5 \ + \ 2 HCl -> H2S \ + \ 4 S \ + \ 2 NaCl}}}